# Petrus Haqvini Kylander
Petrus Haqvini Kylander, född 1645 i Säby församling, död 21 oktober 1694 i Västra Hargs församling, Östergötlands län, var en svensk präst i Västra Hargs församling.

## Biografi
Petrus Kylander föddes 1645 i Säby församling. Han var son till kyrkoherden Haqvinus Kylander och Elisabeth Torpadius i Vists församling. Kylander blev 1666 student vid Uppsala universitet och prästvigdes 1673. Han blev 1673 komminister i Västra Hargs församling och 1677 kyrkoherde i församlingen. Kylander avled 21 oktober 1694 i Västra Hargs församling.

### Familj
Kylander gifte sig första gången med Margaretha. Hon var dotter till kyrkoherden Haqvinus Matthiæ Neokylander och Susanna Figrelia. De fick tillsammans sonen kyrkoherden Haquinus Kylander i Häradshammars församling.
Kylander gifte sig andra gången med Elisabet Jönsdotter Olin. Hon var dotter till kyrkoherden Johannes Stenonis Olinus och Anna Hansdotter i Veta församling. Olin hade tidigare varit gift med kyrkoherden Nicolaus Collinus i Rogslösa församling och gifte om sig med kyrkoherden Benjamin Retzius i Klockrike församling, efter Kylanders död. Kylander och Olin fick tillsammans döttrarna Brita Kylander och Elisabeth Kylander.